# 万里小路栄子
万里小路 栄子（までのこうじ えいし、明応3年（1494年） - 大永2年10月10日（1522年10月29日））は、室町時代の女性。後奈良天皇の後宮で、正親町天皇の生母。父は参議右大弁、従三位万里小路賢房。院号は吉徳門院（きっとくもんいん）。

## 生涯
知仁親王（後の後奈良天皇）の宮に入り、方仁親王（後の正親町天皇）・永寿女王ら2男2女を産んだ。しかし、知仁親王が践祚する前の大永2年（1522年）に29歳で死去。その後、永禄元年（1558年）9月26日に皇太后を追贈された。

## 参考資料
- 『吉徳門院』 - コトバンク